# Каплан, Бенджамин
Бенджамин Каплан (11 апреля 1911 — 18 августа 2010) — американский юрист, специалист по авторскому праву. Он также известен как «один из главных архитекторов» Нюрнбергского процесса.

## Биография
Каплан вырос в Южном Бронксе, окончил среднюю школу ДеВитта Клинтона в возрасте 14 лет. Затем он учился в городском колледже, который окончил в 1929 году в возрасте 18 лет, а в 1933 году окончил Колумбийскую школу права и занимался частной практикой до 1942 года, когда пошёл в армию.
В 1945 году, будучи в звании подполковника, Каплан присоединился к команде обвинения по делу против нацистских военных преступников. Каплан руководил исследованиями и разработал правовые стратегии для дела. В 1947 году он поступил на юридический факультет Гарвардского университета.
В 1960 году Каплан стал соавтором (вместе с профессором Йельской школы права Ральфом Брауном) первого сборника прецедентов по авторскому праву. В 1966 году, будучи профессором Гарвардской школы права, он прочитал серию лекций в Колумбийской школе. В 1967 году его лекции были опубликованы в «Неспешном обзоре авторского права». В 1972—1981 годах Каплан также входил в состав Верховного суда штата Массачусетс, а затем Массачусетского апелляционного суда.
Среди студентов Каплана в Гарварде были будущие судьи Верховного суда США Рут Бейдер Гинзбург и Стивен Брайер. Каплан, по всей видимости, существенно повлиял на взгляды на авторское право последнего. Среди бывших клерков Каплана — влиятельный учёный Касс Санстейн и правозащитник Марджори Хейнс.
В 1942 году Каплан женился на Фелиции Лампорт (1916—1999), политическом сатирике и авторе лёгкой поэзии. У них было двое детей. 18 августа 2010 года Каплан умер от воспаления лёгких в своём доме в Кембридже, Массачусетс, в возрасте 99 лет.